# Maria Anna av Österrike (1683–1754)
Maria Anna av Österrike, född 7 september 1683, död 14 augusti 1754, var en portugisisk drottning, gift med kung Johan V av Portugal. Hon var ställföreträdande regent i Portugal från 1742 till 1750. 

## Biografi

### Tidigt liv
Dotter till Leopold I (tysk-romersk kejsare) och Eleonora av Pfalz-Neuburg. Gift med Johan av Portugal 27 oktober 1708. Äktenskapet arrangerades som ett led i den så kallade Grand Alliance från 1686 mot Frankrike. Den första vigseln inträffade i Wien med hennes far som brudgummens ställföreträdare. Efter en resa till havs med uppehåll i England nådde hon Portugal, där en andra vigsel inträffade. Efter ett högtidligt intåg i Lissabon firades sedan paret med stora festligheter.  

### Drottning
Maria Anna hade till en början en god relation till Johan, men han blev snart otrogen och hade en lång rad andra förhållanden. Hon fick också uppleva att man vid det portugisiska hovet värderade skönhet och lyx högre än bildning, som man gjorde i Wien. Maria Anna grundade kyrkor och kloster och sysselsatte sig med välgörenhet och barnafödande. Hon intresserade sig för musik och arrangerade konserter och operaföreställningar vid hovet, där hon själv ibland deltog. Hon tyckte också om havet och arrangerade flodfärder med musik och måltider på båtar i floden Tajo. 

### Regent
Maria Anna var regent i Portugal två gånger. Den första gången var år 1716, under den depression som drabbade Johan efter en svår sjukdom. Hennes svåger Frans gjorde då ett närmande och föreslog en statskupp mot Johan, men hon tackade av allt att döma nej till förslaget. 
Då Johan år 1742 drabbades av en stroke som gjorde honom paralyserad blev Maria Anna ställföreträdande regent i Portugal. Denna regeringstid anses ha haft ett stort inflytande på den följande monarkens politik. Hennes gunstling och rådgivare Sebastião José de Carvalho e Melo, markisen av Pombal etablerade sig nu inom politiken, och skulle komma att styra den under hennes sons regeringstid. Då sonen tillträdde tronen vid sin fars död 1750 frånträdde hon sin position som regent.

## Barn
1. Barbara (1711–1758), gift med Ferdinand VI av Spanien
2. Pedro, prins av Brasilien (1712–1714)
3. Josef I (1714–1777)
4. Carlos (1716–1736)
5. Peter III (1717–1786)
6. Alexandre (1723–1728)